# Mura di Magliano in Toscana

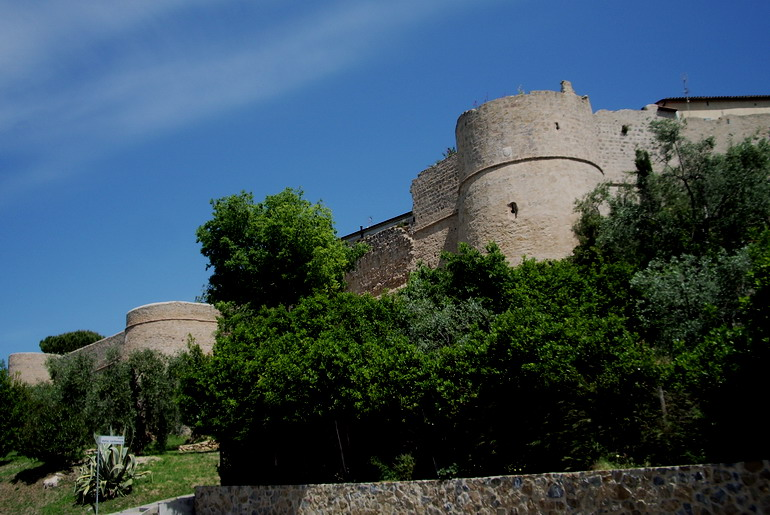
Particolare del giro delle mura

Le mura di Magliano in Toscana costituiscono la cerchia difensiva dell'omonimo borgo.

## Storia
Una prima cinta muraria fu costruita in epoca tardomedievale attorno ad una rocca, fatta costruire verso l'anno Mille dagli Aldobrandeschi, della quale si è persa, oggi, ogni traccia.
Gli Aldobrandeschi costruirono una cinta muraria più ampia terminata nel 1323 come risulta dalla lapide posta al retro del torrione quadrato di Porta San Giovanni, mura poi parzialmente distrutte dai Senesi.
Attorno alla metà del Quattrocento il centro era controllato dai Senesi che, per potenziare i dispositivi difensivi, incaricarono l'architetto Bibbiena di riqualificare la vecchia cerchia muraria, rafforzandola e rendendola più efficiente. Non è mai esistito un architetto Bibbiena nel 1400.
- in un documento notarile del 28 gennaio 1448 (come da pergamena Bichi “I 27 pag. 37”) si legge che un Concistoro di “Viri Probi Homini Malleani” deliberò di cingere nuovamente di mura il castello di Magliano, in quanto erano state distrutte dai Senesi:
L'atto inizia come al solito “In nomine Domini” prosegue dicendo che è stato deliberato che “la corte e gli uomini di Magliano debbano costruire le mura di detto Castello di Magliano e in ogni anno ne costruiscano 150 canne” segue poi l'elencazione di tutti i presenti. Per questo lavoro viene dato incarico al Maestro Antonio di Giovanni da Como, “nella fertile Lombardia” di condurre i lavori per i prossimi dieci anni.
-successivamente, può darsi che, nel progetto delle mura, visto che nel 1460 ancora si era lontani dalla loro edificazione, vi abbia messo le mani il Vecchietta, od il suo allievo Martini
Le mura di  Magliano in Toscana sono, quindi, pervenute quasi intatte fino ai giorni nostri; un attento intervento di restauro avvenuto negli anni a cavallo tra la fine del secolo scorso e gli inizi del nuovo millennio ha permesso di riportare agli antichi splendori il monumento nella sua complessità, dopo un periodo di degrado che si era osservato precedentemente.
A causa dei disastrosi effetti dell'alluvione della Maremma grossetana del 12 novembre 2012, si è verificato il crollo di un bastione rinascimentale e di un tratto di cortina muraria.

## Descrizione
Le mura di  Magliano in Toscana sono formate da cortine murarie in pietra, a tratti decorate da archetti ciechi e merlature, intervallate da 9   torri e munite di 3 porte di accesso. Nel loro insieme, la cinta muraria si presenta intatta, con i caratteristici elementi stilistici rinascimentali ben evidenti.
Nel tratto sud-orientale, si sono ben conservati i resti medievali della primitiva struttura difensiva, ben integrati nella restante cerchia di epoca successiva. In particolare, risalgono al Trecento la Porta di San Giovanni, che si presenta ad arco tondo in blocchi di travertino, e l'attigua Torre di San Giovanni, a base quadrata, situata poco a destra della porta: la lapide indica il 1323 come anno di costruzione.
Delle altre 8 torri lungo le mura, ce ne sono altre due a base quadrata, di chiare origini medievali, e sei a base semicircolari che si affacciano lungo il tratto occidentale: queste ultime furono realizzate in epoca rinascimentale.
Le altre due porte di accesso sono la Porta di San Martino, di origini medievali, che si apre sul lato settentrionale nei pressi dell'omonima pieve con merlatura ed elementi stilistici di epoca aldobrandesca, e la Porta Nuova, di epoca Quattrocentesca, fatta realizzare dai Senesi lungo il tratto sud-occidentale delle mura con caditoie e merlature sommitali.
Lungo il tratto della Porta Nuova vi è un camminamento di ronda.

## Galleria d'immagini

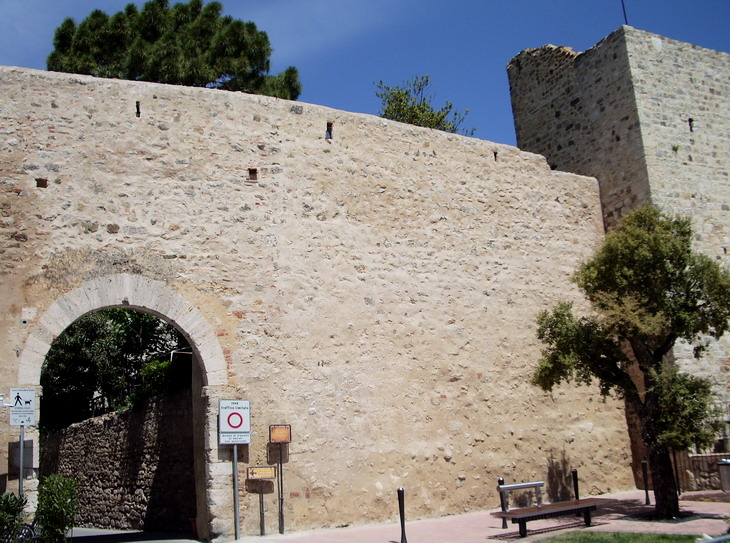
Porta e Torre di San Giovanni
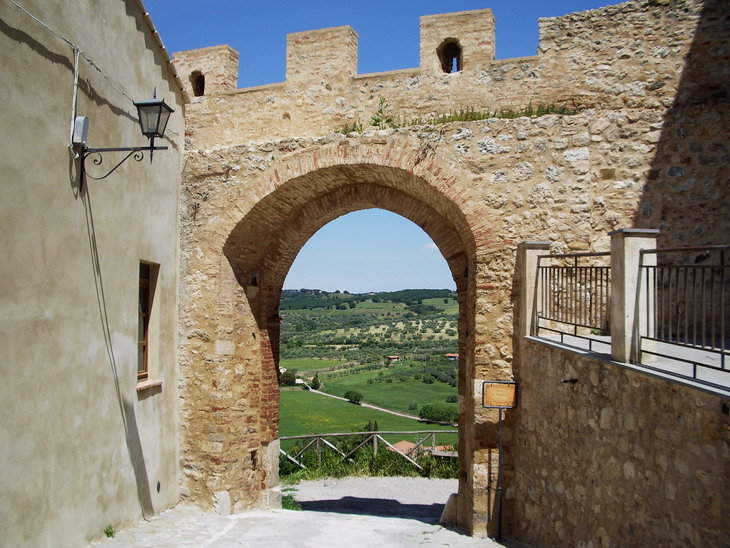
Porta di San Martino, lato interno
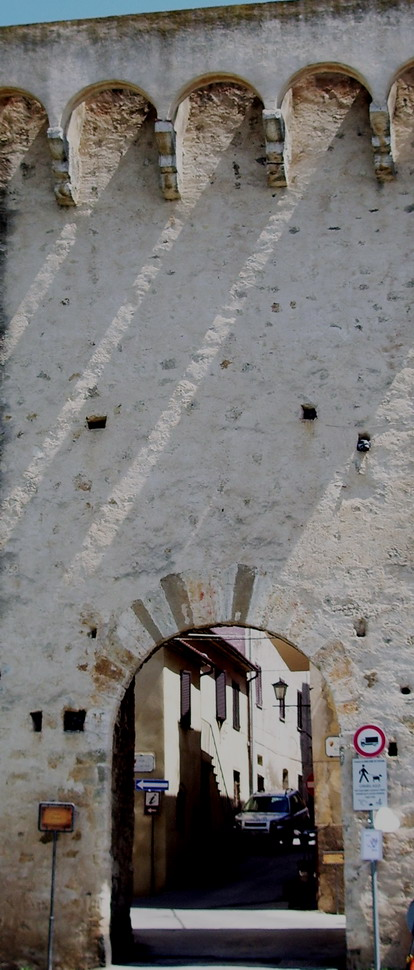
Porta Nuova